# Mörtsjötjärnen, Gästrikland
Mörtsjötjärnen är en sjö i Ockelbo kommun i Gästrikland och ingår i Testeboåns huvudavrinningsområde.